# Acrobolbus urvilleanus
Acrobolbus urvilleanus es una especie de Jungermanniopsida del género Acrobolbus, de la familia Acrobolbaceae, del orden Jungermanniales.

## Taxonomía
Fue descrita científicamente por Johan Angström y Alexander William Evans. La descripción fue publicada en Memorie del Reale Istituto Lombardo di Scienze e Lettere, Serie 3, Classe di Scienze Matematiche e Naturali 4: 423 en 1877.